# 新港語
新港語（しんこうご）はオーストロネシア語族台湾諸語シラヤ語のうち、新港社（現在の台南市新市区）近辺で話されていた方言を指す名称である。かつては書き言葉として用いられていて、新港文書に残されている。昔の台湾諸語や台湾のことを解明する手がかりではあるが、新港語を含むシラヤ語は日常では使われなくなり、解読が困難な状況であったが、長年研究が行われている。現在の台湾諸語は新港文書による表記法ではなく台湾諸語ローマ字で表記されている。